# Lotar III
Lotar III z Süpplingenburga (ur. 1075, zm. 4 grudnia 1137) – książę Saksonii od 1106, król Niemiec od 1125, cesarz rzymski od 1133.

## Życie i panowanie
Pochodził z saskiego rodu, jego ojcem był Gerhard von Süpplingenburg, hrabia Harzgau, matką Jadwiga von Formbach, która owdowiawszy poślubiła w 1080 r. księcia Lotaryngii Teodoryka II.
Po śmierci Magnusa Billunga, ostatniego księcia Saksonii z rodu Billungów, w 1106 Henryk V nadał mu księstwo Saksonii w zamian za pomoc, jakiej udzielił mu Lotar w jego walce ze swoim ojcem Henrykiem IV. Później jednak wszedł w spór z cesarzem. W 1115 pokonał cesarza w bitwie pod Welfesholtz, powstrzymując tym samym próby podporządkowania go władzy centralnej.
24 sierpnia 1125 na zjeździe książąt niemieckich w Moguncji został wybrany królem rzymskim (niemieckim) wbrew woli Henryka V, który umierając wyznaczył na następcę tronu władcę Szwabii Fryderyka II Hohenstaufa. W latach 1128–1130 musiał stawić czoła opozycji Hohenstaufów, którzy kontrolowali Szwabię, Górną Lotaryngię i Frankonię. Odmówili zwrotu dóbr królewskich odziedziczonych po Henryku V, a w 1127 roku wybrali nawet swojego antykróla Konrada III. Wykorzystując i umiejętnie wygrywając podwójną elekcję papieży, został w 1133 koronowany na cesarza rzymskiego przez Innocentego II i uzyskał od papieża potwierdzenie cesarskich praw do zwierzchnictwa lennego nad biskupami. W 1135 roku Lotar wreszcie zmusił Staufów do posłuszeństwa i zlikwidował dwuwładzę w Niemczech.
W latach 1136–1137 przeprowadził udaną kampanię na Sycylii, zakończoną przyłączeniem Apulii do cesarstwa jako lenna. W 1134 roku osadził Albrechta Niedźwiedzia w Marchii Północnej, a w 1136 roku Konrada Wettyna w Marchii Miśnieńskiej i Łużyckiej, dając obu za zadanie podporządkowanie Niemcom terenów połabskich. W 1135 król Danii Eryk II Pamiętny uznał się jego wasalem i wszedł do Reichstagu. Doprowadził do zakończenia wojny polsko-czeskiej, przypieczętowanego podporządkowaniem księcia Bolesława Krzywoustego i zapłaceniem przez Polskę trybutu. Co więcej, Bolesław musiał uznać Pomorze Zachodnie i Rugię jako lenna cesarstwa (traktat w Merseburgu).
Lotar III zmarł podczas drugiej wyprawy przeciw Normanom na Sycylię. Nie miał męskiego potomka, dzięki czemu został wybrany na króla przez niechętnych monarchii dziedzicznej książąt niemieckich, ale tym samym nie pozostawił dziedzica.

## Małżeństwa i potomstwo
Lotar III był żonaty z Rychezą z Northeimu. Miał córkę Gertrudę.

## Imię
Lotar po wyborze na króla przyjął imię Lotar III, mimo że Lotar II był jedynie królem Lotaryngii. Uznano jednak, że jako członek dynastii Karolingów i władca państwa, które stało się ostatecznie częścią Świętego Cesarstwa, jest poprzednikiem Lotara III. Imię Lotar II nosił też król Włoch w latach 948–950. Część historyków określa jednak Lotara z Supplinburga mianem Lotar II.